# Renal Ganeev
Renal Ramilevici Ganeev (rusă Реналь Рамилевич Ганеев, n. 13 ianuarie 1985, Ufa, RSFS Rusă, URSS) este un scrimer rus specializat pe floretă.
A participat la Jocurile Olimpice din 2004 de la Atena. La proba individuală, a ajuns în semifinală, unde a fost învins de italianul Salvatore Sanzo. Apoi a pierdut cu un alt italian, Andrea Cassarà, și a rămas fără medalie. La proba pe echipe, Rusia a trecut de Franța, dar a fost învinsă de Italia în semifinală. A câștigat împotriva Statelor Unite în „finala mică”, cucerind medalia de bronz.
A fost și laureat cu argint pe echipe la Campionatul Mondial din 2015 și este de cinci ori vicecampion european (în 2004, 2007, 2009, 2010 și 2015).

## Legături externe
Materiale media legate de Renal Ganeev la Wikimedia Commons
- ru  Prezentare la Federația Rusă de Scrimă
- en  Prezentare Arhivat în 10 august 2014, la Wayback Machine. la Confederația Europeană de Scrimă
- en Renal Ganeev la Olympedia.org